# متئو پوماکاهوا
متئو پوماکاهوا (انگلیسی: Mateo Pumacahua؛ ۲۱ سپتامبر ۱۷۴۰ – ۱۷ مارس ۱۸۱۵) که با نام ساده‌تر پوماکاهوا (در زبان کچوا به معنای «کسی که مخفیانه شیر را تعقیب می‌کند» یا «کسی که هوشیارانه نظاره می‌کند») شناخته می‌شود، یک فرمانده سلطنت‌طلب بود که بعداً به یک انقلابی پرو تبدیل شد و در سال ۱۸۱۴ شورش کوسکو را در جنگ استقلال  پرو رهبری کرد.

## زندگی‌نامه
پوماکاوا کوراکای (فرمانده سنتی) منطقه چینچرو، یک سرباز شبه‌نظامی در حکومت نایب‌الملک‌نشین پرو و رئیس موقت دادگاه آئودینسیا کوسکو بود. پوماکاوا از اشراف اینکا از تبار آیارماکا بود، او همچنین دارای اجداد اسپانیایی بود.
متئو به فرماندهی نیروهای ارتش سلطنتی در مقابله با توپاک آماروی دوم منصوب شد. دلیل این امر این بود که قیام آمارو مقامات استعماری را غافلگیر کرد و باعث آشوب بزرگی در لیما شد. مقامات استعماری اسپانیا عمدتاً برای مقابله با شورش آماده نبودند و کمبود نفر داشتند. به همین دلیل، آنها تصمیم گرفتند ارتشی متشکل از سربازان بومی تشکیل دهند. تاکتیکی که در جنگ‌های استقلال پرو تکرار شد، که در آن ارتش سلطنتی اسپانیایی پرو، به غیر از فرماندهانش، تقریباً به‌طور کامل از سربازان بومی تشکیل شده بود.